# Karel Antonín Ballabene
Karel Antonín Ballabene (září/prosinec 1743 Frankfurt nad Odrou – 24. září 1804 Praha) byl německý podnikatel a bankéř italského původu působící v Praze, jedna ze zásadních postav průmyslové revoluce v Čechách. Vlastnil dům v Dlouhé ulici na Starém Městě pražském, později zakoupil usedlost s pozemky v Libni, která dle něj dostala své jméno, Balabenka.

## Život

### Mládí
Rodina Ballabenů pocházela původem z Itálie, Karel Antonín se narodil ve Frankfurtu nad Odrou na území tehdejšího Pruského království.

### Bankéř a podnikatel
Roku 1773 přišel do Prahy a roku 1776 zde založil bankovní dům se sídlem v Dlouhé ulici, Nádvoří u Zeleného stromu č. 729. Jako společník firmy působil jistý Schindler. Banka byla jedna z prvních, často společně s dalšími obchodními a bankovními domy (např. Friess et Co. Wien), která poskytovala úvěry pro vznik a rozvoj manufaktur a průmyslových výrob, a to ještě před instalací prvního parního stroje v Čechách, díky této strategii firma prosperovala.

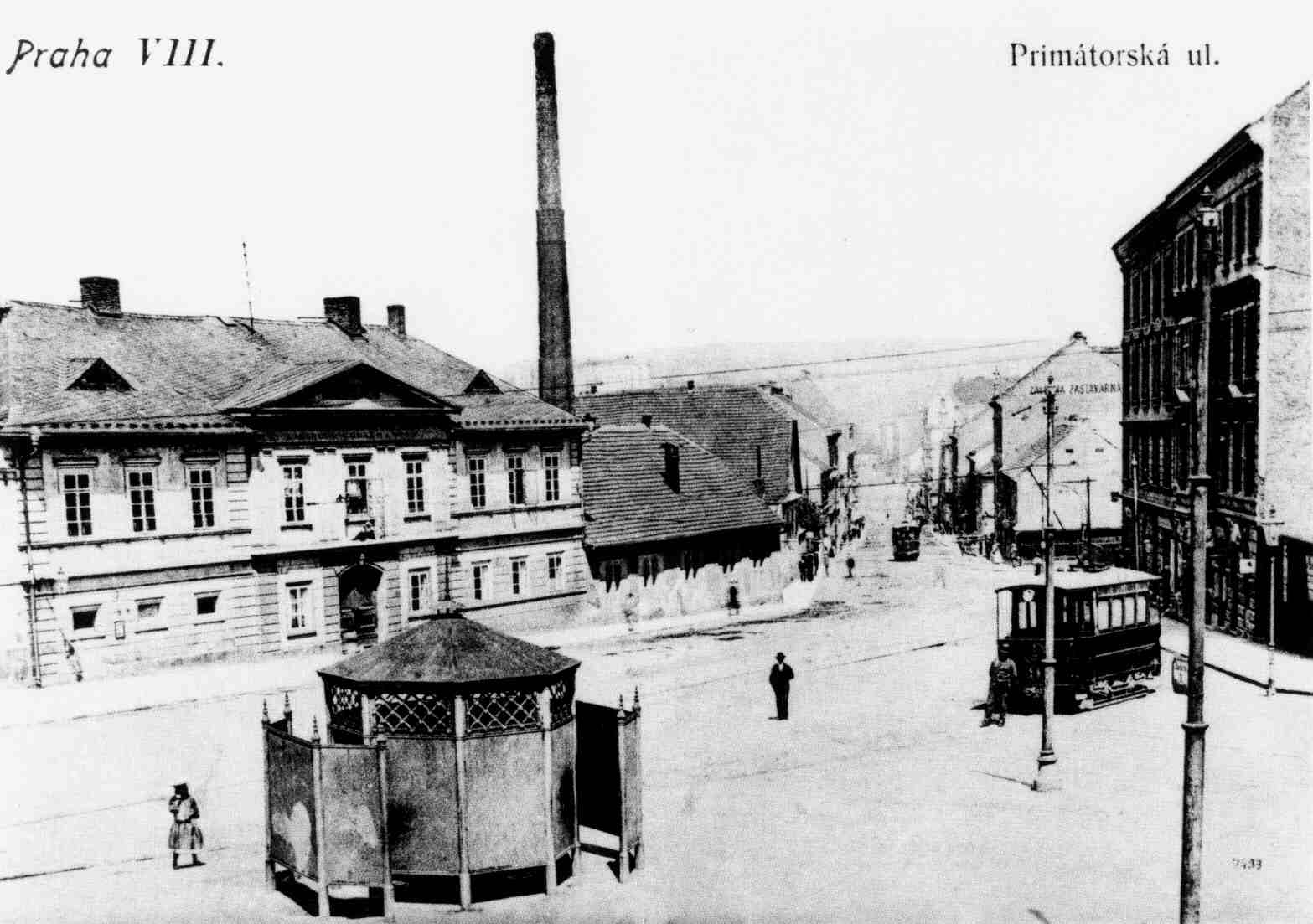
Křižovatka Balabenka na počátku 20. století, nalevo přestavěná usedlost

Karel Ballabene dále rozšířil své podnikání na výrobu a prodej textilu ve spojení s podnikatelem J. G. Bergerem: produkty společnosti se vyvážely do Saska, Rakouska či Španělska. Stal se investorem a spolumajitelem rafinerie na zpracování třtinového cukru na Zbraslavi (první takové zařízení v Čechách), byl úspěšným provozovatelem speditérství a povoznictví. V letech 1797 až 1798 se finančně podílel na obnově pražské továrny na výrobu porcelánu zničené požárem. Karel Ballabene byl také přísedícím směnečného a merkantilního soudu. Nějakou dobu byla v držení rodiny též usedlost Bertramka.
V 80. letech 18. století zakoupil usedlost zvanou Ulbrichtka s přilehlými pozemky v Libni, kam se s rodinou přestěhoval. Nechal zde mimo jiné vybudovat rozsáhlé květinové zahrady.

### Ocenění
Za své pracovní zásluhy byl císařem Františkem I. jmenován c. k. dvorním radou. Stal se také jedním z hlavních mecenášů Pražské společnosti pro podporu vdov a sirotků (Prager Societät zur Unterstützung der Witwen und Weisen).

### Úmrtí
Karel Antonín Ballabene zemřel 24. září 1804 v Praze ve věku 60 nebo 61 let a byl pohřben v rodinné hrobce na Olšanských hřbitovech.

### Rodinný život

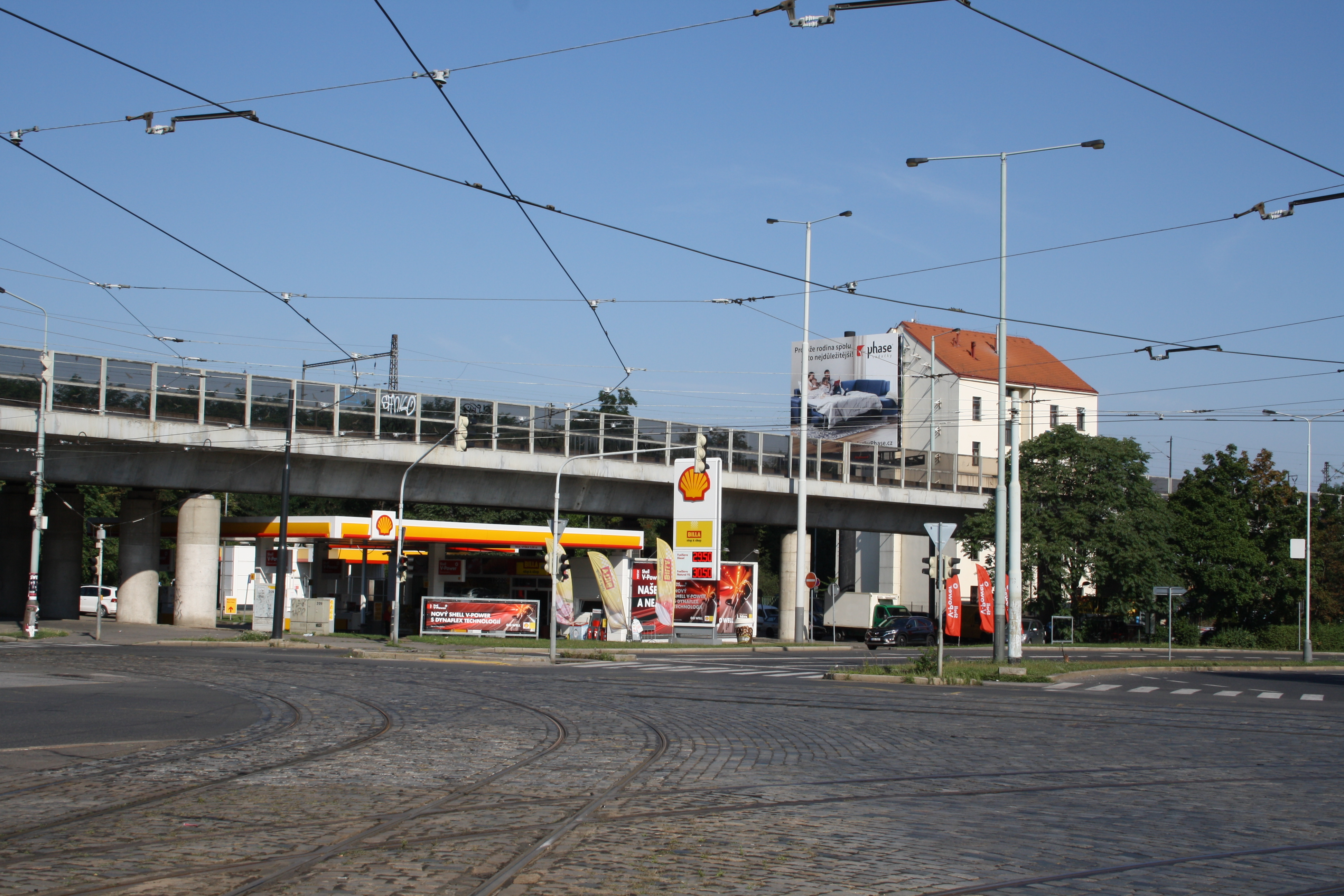
Prostor někdejší usedlosti Balabenka, definitivně zaniklé roku 1993

Karel Antonín Ballabene byl ženatý a Annou rozenou Schollerovou a byl otcem několika dcer. Jeho dcera Karolina (* mezi 1783/ 1786 – 1828) se provdala za Ignáce Kleinwächtera (1766–1845), podnikatele, bankéře a mecenáše a pozdějšího ředitele Pražské paroplavební a plachetní společnosti, který po Ballabenově smrti převzal rodinnou firmu. Na Ballabence založil také hudební školu. Karolina Kleinwächterová mladší (1819–1893), vnučka Karla Antonína Ballabena, se při společenských večerech v Ballabence seznámila se svým pozdějším manželem, Františkem Škroupem, kapelníkem a autorem hudby české národní hymny.
Na pozemcích usedlosti, novorenesančně přestavěné v 70. letech 19. století, postupně vzniklo městské náměstí s křižovatkou, v období první republiky pak monumentální rohový funkcionalistický nájemní dům. Rozsáhlá stavba usedlosti definitivně zanikla při demolici roku 1993 kvůli výstavbě dálničního mostu propojujícího Libeň s Prosekem.